# Emydorhinus
Emydorhinus es un género extinto de sinápsidos no mamíferos.